# Pôtor
Pôtor este o comună slovacă, aflată în districtul Veľký Krtíš din regiunea Banská Bystrica. Localitatea se află la altitudinea de 206 m deasupra n.m., se întinde pe o suprafață de 19,28 km2 și în 2017 număra 789 de locuitori.

## Istoric
Localitatea Pôtor este atestată documentar din 1332.

## Demografie
| An:                | 1994 | 2004   | 2014   | 2024   |
| ------------------ | ---- | ------ | ------ | ------ |
| Număr de persoane: | 778  | 834    | 821    | 747    |
| Diferență:         |      | +7,19% | −1,55% | −9,01% |

| An:                | 2023 | 2024   |
| ------------------ | ---- | ------ |
| Număr de persoane: | 752  | 747    |
| Diferență:         |      | −0,66% |